# Ceiônia Pláucia
Ceiônia Pláucia (em latim: Ceionia Plautia) foi uma nobre romana do século II e um dos membros mais obscuros da dinastia nerva-antonina.

## História
Pláucia foi a segunda filha do senador romano Lúcio Élio César e Avídia Pláucia. O pai de Fábia foi adotado pelo imperador Adriano (r. 117-138) e, entre 136 e 138, quando morreu, foi o seu herdeiro aparente. Ela tinha três irmãos: Ceiônia Fábia, Lúcio Vero, que foi co-imperador romano com Marco Aurélio entre 161 e 169, e Caio Avídio Ceiônio Cômodo. Seu cognome "Pláucia" foi herdado de sua mãe e de seus avós. 
Nascida e criada em Roma, os avós maternos de Fábia eram o senador Caio Avídio Nigrino e uma nobre de nome desconhecido. Do lado de seu pai, os avós biológicos foram o cônsul Lúcio Ceiônio Cômodo e uma nobre conhecida como Fundânia Pláucia (ou Élia Pláucia). Por causa da adoção de seu pai, Fábia era neta do imperador Adriano e da imperatriz-consorte Víbia Sabina.
Pláucia se casou com Quinto Servílio Pudente, cônsul em 166, com quem teve uma filha, Servília Ceiônia. Esta se casou com Júnio Licínio Balbo, um nobre de status consular, e com ele teve um filho também chamado Júnio Licínio Balbo. Finalmente, Balbo foi o pai do futuro imperador Gordiano III.